# Amour d'espionne
Pour plus de détails, voir Fiche technique et Distribution.
Amour d'espionne (Lancer Spy) est un film d'espionnage américain réalisé par Gregory Ratoff, sorti en 1937.

## Synopsis
Pendant la Première Guerre mondial, un Anglais, se fait passer pour un officier allemand à son arrivée en Allemagne. Une espionne allemande est chargée de le surveiller mais tombe amoureuse de lui risquant de compromettre sa mission...

## Fiche technique
- Titre original : Lancer Spy
- Titre français : Amour d'espionne
- Réalisation : Gregory Ratoff
- Scénario : Philip Dunne d'après le roman de Martha Cnockhaert McKenna
- Photographie : Barney McGill
- Montage : Louis R. Loeffler
- Société de production : 20th Century Fox
- Pays d'origine : États-Unis
- Format : Noir et blanc - 1,37:1
- Genre : thriller et espionnage
- Date de sortie : 1937

## Distribution
- Dolores del Río : Dolores Daria Sunnel
- George Sanders : Baron Kurt von Rohback / Lieutenant Michael Bruce
- Peter Lorre : Maj. Sigfried Gruning
- Virginia Field : Joan Bruce
- Sig Ruman : Lt. Col. Gottfried Hollen
- Joseph Schildkraut : Prince Ferdi Zu Schwarzwald
- Maurice Moscovitch : Général Von Meinhardt
- Lionel Atwill : Colonel Fenwick
- Luther Adler : Schratt
- Fritz Feld : Fritz Mueller
- Lester Matthews : Capitaine Neville
- Carlos De Valdez (en) : Von Klingen
- Gregory Gaye : Capitaine Freymann
- Joan Carrol : Elizabeth Bruce
- Claude King : Capitaine
- Kenneth Hunter : Commandant
- Frank Reicher : Amiral
- Leonard Mudie : Statesman
- Lynn Bari : Miss Fenwick